# Иституто Елјо Ортопедико (Салерно)
Иституто Елјо Ортопедико је насеље у Италији у округу Салерно, региону Кампанија.
Према процени из 2011. у насељу је живело 1 становника. Насеље се налази на надморској висини од 6 м.